# Corsair (Film)
Corsair von Roland West mit Chester Morris und Thelma Todd (erstmals unter dem Pseudonym Alison Loyd) in den Hauptrollen ist ein US-amerikanischer Pre-Code-Abenteuer- und Gangsterfilm aus dem Jahr 1931. West schrieb auch das Drehbuch und war im Auftrag der Feature Productions für die Produktion verantwortlich. Der für den Verleih der United Artists entstandene Film basiert auf dem ebenfalls 1931 erschienenen Roman Corsair: A Pirate in White Flannels von Walton A. Green und spielt während der Zeit der Prohibition in den Vereinigten Staaten.

## Handlung
Der umjubelte College-Football-Star John Hawks wird von der attraktiven Alison Corning abgewiesen, weil er ihrer Meinung nach in seinem Streben nach Wohlstand nicht rücksichtslos genug ist. Alison zuliebe verschafft ihm ihr Vater Stephen Corning, ein skrupelloser Investmentbanker an der New Yorker Wall Street, einen renommierten Job in seinem Unternehmen. Jedoch verdient Hawks nun sein Geld, indem er arme Kunden um deren magere Ersparnisse prellt. Mehr und mehr wird er von seinem Gewissen geplagt. Für seinen Boss hat der zweifelnde John allerdings einfach nicht das Zeug dazu, um in der brutalen Welt des Aktienhandels erfolgreich zu sein. Als Hawks sich schließlich weigert, eine alte Witwe davon zu überzeugen, ihre wertvollen Anleihen gegen wertlose venezolanische Ölaktien einzutauschen, wird er von Stephen Corning gefeuert.
Getrieben von Ehrgeiz chartern Hawks und sein wohlhabender Klassenkamerad Chub Hopping die Yacht „Corsair“ und machen Geschäfte, indem sie Ladungen des Alkoholschmugglers Big John kapern, nachdem ihnen dessen illoyale Angestellten Slim Herman und seine Freundin Sophie einen Tipp gegeben haben. Anschließend verkauft Hawks den gestohlenen Alkohol zu exorbitanten Preisen an andere Yachten jenseits der Zwölf-Meilen-Zone. Auch die Yacht von Stephen Corning gehört zu seinen Kunden. Doch nachdem er eine Reihe von Lieferungen an Hawks verloren hat, stellt ihm Big John zusammen mit seinem Gehilfen Fish Face eine Falle, indem er statt einer Ladung Champagner Sprengstoff lädt. Sophie wird sodann mit falschen Informationen gefüttert, die sie nichtsahnend an Hawks weitergibt, der die gesamte Fracht an Corning verkaufen möchte. Doch Sophie erfährt von der geplanten Explosion, wird jedoch von Fish Face getötet, als sie versucht, Slim zu warnen. Auch Slim wird bei der folgenden Explosion getötet, der Rest der Crew kann jedoch entkommen. Bei dem darauffolgenden Treffen mit Corning enthüllt Hawks, dass er von dessen illegalen Geschäften mit Big John weiß. Er offenbart Corning, dass der dessen eigenen geschmuggelten Alkohol gestohlen hat und ihm diesen zurückverkauft hat. Hawks droht Corning, dass er ihn bei den Zollbehörden anzeige, wenn Corning ihm nicht das Doppelte des ursprünglichen Preises zahlen. Corning willigt ein, doch überraschend zerreißt Hawks dessen Scheck. Davon beeindruckt bietet Corning ihm einen Job auf den Ölfeldern in Venezuela an. Alison, begeistert von dieser Tugendhaftigkeit, löst ihre Verlobung mit Richard Bentinck und gesteht Hawks ihre Liebe. 

## Produktionsnotizen
Corsair entstand unter dem Eindruck des Schwarzen Donnerstags und der darauffolgenden Weltwirtschaftskrise und feierte am 28. November 1931 in New York seine Premiere.